# Melitta mongolica
Melitta mongolica är en biart som beskrevs av Wu 1978. Melitta mongolica ingår i släktet blomsterbin, och familjen sommarbin. Inga underarter finns listade i Catalogue of Life.